# Shao Qi
Shao Qi (10 juli 2001) is een Chinese freestyleskiester.

## Carrière
Bij haar wereldbekerdebuut, in december 2016 in Beida Lake, scoorde Shao direct wereldbekerpunten. In januari 2019 stond de Chinese in Lake Placid voor de eerste maal in haar carrière op het podium van een wereldbekerwedstrijd. Op de wereldkampioenschappen freestyleskiën 2019 in Park City eindigde ze als tiende op het onderdeel aerials.

## Resultaten

### Wereldkampioenschappen
| Jaar | Plaats    | Resultaten  |
| ---- | --------- | ----------- |
| 2019 | Park City | 10e Aerials |

### Wereldbeker
Eindklasseringen
| Seizoen   | Algm | AE  |
| --------- | ---- | --- |
| 2016/2017 | 146e | 30e |
| 2017/2018 | 199e | 38e |
| 2018/2019 | 21e  | 5e  |
| 2019/2020 | 56e  | 13e |